# Calciu
Calciul este elementul chimic cu numărul 20 în tabelul periodic al elementelor. Este un metal alcalino-pământos de culoare gri, cel de-al cincea element din punct de vedere al răspândirii în scoarța terestră. Calciul este de asemenea al cincilea dintre cei mai răspândiți ioni dizolvați în apa mărilor, după sodiu, clor, magneziu și sulfați.

## Istoric
Calciul a fost cunoscut ca element din anul 1808 cand Sir Humphry Davy și renumitul chimist suedez J. J. Berzelius il obțineau prin electroliza clorurii de calciu folosind un catod de mercur. Separarea calciului metalic din amalgamul de calciu rezultat din electroliză era realizată printr-o distilare in vid.

## Structură atomică
Un atom de calciu are 20 de electroni, 20 de protoni și 20 de neutroni.

## Proprietăți

### Proprietăți fizice
Sărurile de calciu și soluțiile ionice ale calciului sunt incolore indiferent de contribuția calciului. Multe dintre săruri nu sunt solubile în apă. În soluție, ionul de calciu are un gust variabil, fiind declarat ca având un gust ușor sărat, acru, mineralic sau chiar liniștitor. Se pare că multe animale pot gusta calciul și utiliza simțul pentru a găsi sărurile pe care le ling.

### Proprietăți chimice
Din punct de vedere chimic calciul este reactiv și moale pentru un metal. Este un element metalic argintiu care trebuie extras prin electroliză din clorură de calciu (CaCl2). Odată produs, formează rapid o crustă de oxid și nitrat când este expus la aer. Este mai greu de aprins decât magneziul, dar atunci când se aprinde arde intens cu o flacără roșie. Calciul reacționează cu apa, producând hidrogen la o viteză îndeajuns de mare pentru a fi observabil, dar la o viteză prea mică pentru a produce căldură la temperatura camerei, deși sub formă de pudră reacția este mai intensă.

## Compuși
- Carbonat de calciu sau calcar (CaCO3) utilizat în fabricarea cimentului, mortarului și sticlei
- Hidroxid de calciu sau var stins (Ca(OH)2) este utilizat pentru a detecta dioxidul de carbon. În prezența acestuia se închide la culoare
- Arsenat de calciu (Ca3(AsO4)2) utilizat în insecticide
- Carbură de calciu (CaC2) este utilizată în fabricarea acetilenei
- Clorură de calciu (CaCl2) este utilizată pentru a îndepărta gheața de pe drumuri
- Ciclamat de calciu (Ca(C6H11NHSO3)2) era utilizat pe post de îndulcitor până a fost suspectat de a fi cancerigen
- Fosfat de calciu (Ca3(PO4)2) utilizat ca îngrășământ, ca supliment alimentar pentru animale, în lucrări dentare, în fabricarea drojdiei și în industria sticlei
- Fosfură de calciu (Ca3P2) este utilizată la artificii, torpile și rachete de semnalizare
- Gluconat de calciu (C12H22CaO14) este utilizat pe post de aditiv alimentar
- Hipoclorit de calciu (Ca(OCl)2) utilizat în dezinfectarea apei piscinelor și pe post de agent de înălbire
- Permanganat de calciu (Ca(MnO4)2) utilizat pe post de combustibil pentru rachete, pe post de agent de sterilizare a apei și în industria textilă
- Stearat de calciu (Ca(C18H32O2)2) utilizat pentru creioane cerate, vopsea, ciment și ca supliment alimentar
- Sulfat de calciu (CaSO4·2H2O) utilizat sub formă de cretă
- Wolframat de calciu (CaWO4) utilizat în vopsele și lumini fluorescente și în studiu cu raze x
- Hidroxilapatită (Ca5(PO4)3(OH)) de obicei scris sub forma (Ca10(PO4)6(OH)2) alcătuiește 70% din oase

## Răspândire
Calciul pur nu se găsește în natură, el fiind găsit în roci sedimentare: calcar (CaCO3), dolomit (CaMg(CO3)2) și ghips (CaSO4·2H2O)
Carența de calciu se manifestă diferențiat, în funcție de gravitatea scăderii fracțiunii ionice.

## Utilizare
Calciul se utilizează:
- ca agent de reducere în extracția metalelor: uraniu, zirconiu și thoriu.
- pe post de deoxidant, desulfurant sau decarbonizant pentru diferite aliaje
- pe post de agent de aliere în producția aliajelor pe bază de aluminiu, beriliu, cupru, plumb și magneziu.
- în prepararea cimentului și mortarului folosite în construcții
- în prepararea brânzei

## Rolul elementului în fiziologia animalelor
Calciul are un rol foarte important în corpul omenesc, fiind al cincilea element din organism.
Este un important constituent al oaselor și dinților, dând rezistență acestora.
Matricea osoasă, constituită în principal din fosfat de calciu, conține aproximativ 99% din cantitatea de calciu din organism.
Concentrația normală a calciului în sânge este de aproximativ 10 mg/100 ml, acest nivel fiind menținut constant de către anumiți hormoni (hormonul paratiroidian).
Calciul e un element esențial în numeroase procese metabolice, cum ar fi funcționarea nervilor, contracția musculară, coagularea sangvină sau funcțiile citoplasmatice (unde ionul Ca2+ joacă un rol important).
Necesarul zilnic de calciu din dietă este de aproximativ 1 gram, produsele lactate fiind principala sursă.
Absorbția sa în organism este facilitată de vitamina D, de aceea un deficit al acestei vitamine poate duce la apariția unor afecțiuni ca rahitismul, osteoporoză sau osteomalacia.
Scăderea calciului din sânge determină apariția tetaniei.
Excesul de calciu se poate depune în organism sub formă de calculi, în special la nivelul veziculei biliare și al rinichilor.